# Sant'Andrea del Garigliano
Sant'Andrea del Garigliano is een gemeente in de Italiaanse provincie Frosinone (regio Latium) en telt 1576 inwoners (31-12-2004). De oppervlakte bedraagt 16,9 km², de bevolkingsdichtheid is 99 inwoners per km².

## Demografie
Sant'Andrea del Garigliano telt ongeveer 650 huishoudens. Het aantal inwoners daalde in de periode 1991-2001 met 6,8% volgens cijfers uit de tienjaarlijkse volkstellingen van ISTAT.
| Jaar | Inwoneraantal |
| ---- | ------------- |
| 1991 | 1705          |
| 2001 | 1589          |

## Geografie
De gemeente ligt op ongeveer 176 m boven zeeniveau.
Sant'Andrea del Garigliano grenst aan de volgende gemeenten: Castelforte (LT), Rocca d'Evandro (CE), Sant'Ambrogio sul Garigliano, Sant'Apollinare, Vallemaio.